# Wassende maan en ster

Ster en halve maan

De wassende maan en ster zijn symbolen die in combinatie veel voorkomen in de heraldiek en op vlaggen, met name in landen waar veel Turken of Arabieren wonen. Het gebruik van een wassende maan in combinatie met één of meer sterren gaat terug op de vlag van het Ottomaanse Rijk en op pre-islamitische culturen in Anatolië. Doordat het Ottomaanse Rijk eeuwenlang de dominante partij in de islamitische wereld was (ook Mekka lag binnen de grenzen van het Rijk) werden en worden de symbolen ook in andere islamitische landen veel gebruikt. Toen het Ottomaanse Rijk na de Eerste Wereldoorlog uit elkaar viel en de republiek Turkije gesticht werd, handhaafden de nieuwe Turkse machthebbers de Ottomaanse vlag. De vlag van Turkije heeft in de 20e eeuw het ontwerp van veel andere nationale vlaggen geïnspireerd.
Onafhankelijk van elkaar zijn sterren en manen wereldwijd in gebruik als symbolen, los van enige Ottomaanse herkomst. Zo ziet men sterren op talloze vlaggen, waarvan de sterren op de vlag van de Verenigde Staten wellicht de bekendste zijn. De halve maan wordt in het hindoeïsme gebruikt als symbool van Shiva en komt ook al duizenden jaren in Europese symboliek voor. Aangezien symbolen vaak gecombineerd worden, ziet men de ster en halve maan ook wel tezamen buiten de Turks-Arabisch-islamitische wereld, zoals op de vlag van de Cocoseilanden.

## Geschiedenis

### Ottomaanse Rijk
In de periode 1299-1453 waren de Ottomanen bezig zichzelf een identiteit te geven. Osman I stichtte in 1299 het rijk. Zijn zoon Orhan I zag het rijk als opvolgingsstaat van het Oost-Romeinse (Byzantijnse) Rijk. Diens vlag combineerde de vlag van het Byzantijnse Rijk met die van het Kayıhan-khanaat (waaruit Osmans rijk ontstond), waarbij de Byzantijnse B's vervangen werden door Kayı-tamgha's. Osmans kleinzoon Murat I introduceerde rood als de Ottomaanse kleur.
Na de Val van Constantinopel in 1453 verscheen er steeds vaker een gouden halve maan op het rode doek. Soms was de halve maan wit. De halve maan was een oud Grieks en Byzantijns symbool. Hoewel dit een belangrijke reden was om het symbool in te voeren (Mehmet II beweerde door de verovering van Constantinopel Romeins keizer te zijn), was het niet de enige reden. Sommige pre-islamitische Turkse clans en koninkrijkjes gebruikten de halve maan al als heilig symbool. De halve maan was populair in Perzië, waar destijds veel niet-Byzantijnse cultuur vandaan kwam. Ook leek het symbool sterk op de tamga van de Kayıhan. De halve maan was dus een krachtig symbool van de verbinding die het Ottomaanse Rijk wilde vormen tussen het verleden en de toekomst.
Na de verovering van Syrië en Egypte, was een nieuwe keizerlijke vlag gewenst. De sultan was niet langer vooral de vorst van een rijk met een christelijke erfenis, maar ook sultan van Egypte en kalief van de islam. Het Byzantijnse kruis werd niet langer gebruikt, terwijl men de kleur groen (de kleur van de islam) ging gebruiken. Daarbij werden vaak drie halve manen getoond als symbool van de drie continenten waarover het Ottomaanse Huis regeerde: Egypte in Afrika, het kalifaat in Azië en Rum (Rome, het voormalige Byzantijnse Rijk) in Europa.
Onder Selim III werden veel hervormingen doorgevoerd, vooral in het leger. Rood en groen werden de nieuwe nationale kleuren: rood van de seculiere overheid, en groen van de (daarvan niet strikt gescheiden) religieuze overheid. De religieuze overheid, het kalifaat, gebruikte vanaf 1793 een groene vlag met daarop een gouden halve maan en een achtpuntige ster. De achtpuntige ster is de ster van Rub El Hizb (۞), een islamitisch symbool. De Ottomaanse marinevlag bestond vanaf datzelfde jaar uit een rood doek met daarop een witte halve maan met een achtpuntige ster.
Tussen 1839 en 1876 (de periode van het Tanzimaat) volgde een nieuwe reeks hervormingen. Onderdeel van deze hervormingen was de aanname van een vlag die als nationaal symbool moest dienen. Men koos voor een aangepaste versie van de marinevlag: een rood doek met daarop een witte halve maan en een witte ster met vijf (in plaats van acht) punten. Deze vlag werd in 1844 aangenomen en zou tot het einde van het Ottomaanse Rijk in gebruik blijven.
Toen het Ottomaanse Rijk na de Eerste Wereldoorlog uit elkaar viel en Turkije gesticht werd, handhaafden de nieuwe Turkse machthebbers de vlag uit 1844. Sinds 1936 zijn de huidige specificaties van kracht.

## Vlaggen met wassende maan en ster

### Soevereine staten

Vlag van Tunesië (1827)
Vlag van Turkije (1936)
Vlag van Pakistan (1947)
Vlag van Singapore (1959)
Vlag van Algerije (1962)
Vlag van Maleisië (1963)
Vlag van Kroatië (1990)
Vlag van Azerbeidzjan (1991)
Vlag van Oezbekistan ([1991)
Vlag van Turkmenistan (2001)
Vlag van de Comoren (2001)
Vlag van Libië (2011)
Vlag van Mauritanië (2017)

### Beperkt erkende staten

Vlag van de Sahrawi Arabische Democratische Republiek (1976)
Vlag van de Turkse Republiek Noord-Cyprus (1984)

### Autonome gebieden

Vlag van Umm al-Qaiwain
Vlag van Azad Kasjmir (1975)
Vlag van Karakalpakië (1992)
Vlag van de Cocoseilanden (2003)
Vlag van de Autonome Regio Bangsamoro in Islamitisch Mindanao (2019)

### Organisaties

Turks-Orthodoxe Kerk (1922)
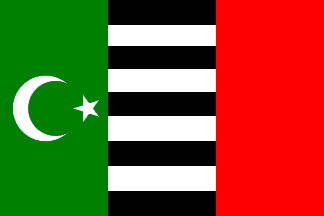
Cham (2000-2010)

#### Intergouvermenteel

Vlag van de Organisatie van Turkse Staten (2012)

#### Historische vlaggen

?Hafsiden (15e eeuw)
?Wahidi Haban (1640-1967)
?Sultanaat van de Carnatic (1692–1855)
?Kanaat Kokand (1709-1883)
?Sultanaat Fadhli (17e eeuw-1967)
?Emiraat Boechara (1785–1920)
?Ottomaanse rijk (1793-1844)
?Sultanaat Wahidi Balhaf (1830-1888)
?Emiraat Jebel Shammar (1836-1921)
?Ottomaanse rijk (1844-1922)
?Bosnië (1878-1908)
?Egypte als Brits protectoraat (1882-1922)
?Sultanaat Mahra (1886-1967)
?Vlag van de Republiek Gumuljina (1913)
?Basmatsjiopstand (1916-1934)
?Autonoom Turkestan (1917-1918)
Vlag van Autonoom Alaş (1917-1920)
?Kanaat van Khiva (1917-1922)
?Voorlopige Nationale Regering van de Zuidwestelijke Kaukausus (1918-1919)
?Democratische Republiek Azerbeidzjan (1918)
?Democratische Republiek Azerbeidzjan (1918-1920)
?Noord Kaukasisch Emiraat (1919-1920)
?Azerbeidzjaanse Socialistische Sovjetrepubliek (1920-1921)
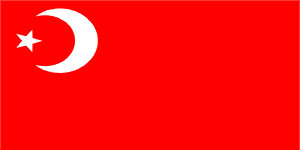
?Azerbeidzjaanse Socialistische Sovjetrepubliek (1920-1921)
?Volksrepubliek Chorasmië (1920-1925)
?Vlag van de Volksrepubliek Buchara (1920-1925)
?Rif-Republiek (1921-1926)
?Koninkrijk Egypte (1922-1952)
?Eerste Oost-Turkestaanse Republiek (1933-1934)
?Republiek Hatay (1938-1939)
Montagnardland van Zuid-Indochina (1946-1950)
? Autonoom Territiorium der Tai (1946-1950)
?Cyrenaica (1949–1951)
?Tweede Oost-Turkestaanse Republiek (1944-1949)
?Verenigde Republiek Suvadiva (1959-1963)
? Mauritanië (1959-2017)
?Zuid-Arabische Federatie (1962-1967)
?Autonomous Region in Muslim Mindanao (1989-2019)

#### Historische vlaggen uit het Indisch Subcontinent
Omdat het overgroot deel van vlaggen met een wassende maan en ster komen uit het Indisch Subcontinent, is er een apart kopje voor gemaakt.

?Las Bela (1742–1955)
?Vrijstaat Hyderabad (1900-1947)